# Pierre Cazenove
Pour les articles homonymes, voir Cazenove.
Pierre Cazenove (1670 - 21 décembre 1733, Genève) est le fondateur d'une dynastie d'industriels et de banquiers européens, qui fait partie de la deuxième génération des entrepreneurs huguenots.

## Biographie
Originaire d’un petit bourg près d’Anduze, au pays des camisards cévenols, il fuit les persécutions et les dragonnades contre les protestants et fait partie des réfugiés à Genève en 1686. Ses enfants partent d’abord pour les Provinces-Unies et l’Angleterre, et ensuite dans toute l’Europe et les Amériques.
Trois branches de la famille subsistent actuellement, l’une en France, une autre en Grande-Bretagne et la troisième aux États-Unis. Son arrière-petit-fils Antoine Odier, de la famille qui créa la banque Lombard Odier avait une fabrique de toile peintes à Wesserling avec son frère. Un autre de ses descendants, Philip Cazenove fondera en 1823 à Londres, avec son beau-frère John Menet, la discrète Banque Cazenove (en), qui a travaillé pour la Reine d'Angleterre et reste active dans l'analyse financière. Le portrait de Pierre Cazenove est toujours dans le hall d'accueil de la banque.

## Sources et références
1. ↑  http://revue-de-synthese.eu/doc/RS_2002_111-129.pdf
2. ↑  « gw0.geneanet.org/index.php3?b=… »(Archive.org • Wikiwix • Archive.is • Google • Que faire ?).
3. ↑  http://www.cazenove.com/code/history/history.shtml